# Team TreFor/Saison 2014
Dieser Artikel listet Erfolge und Fahrer des Radsportteams Team TreFor in der Saison 2014 auf.

## Erfolge in der UCI Europe Tour
| Datum         | Rennen                                    | Kat. | Fahrer                  |
| ------------- | ----------------------------------------- | ---- | ----------------------- |
| 19. April     | 4. Etappe Tour du Loir-et-Cher            | 2.2  | Rasmus Guldhammer       |
| 20. April     | 5. Etappe Tour du Loir-et-Cher            | 2.2  | Rasmus Guldhammer       |
| 10. Mai       | Hadeland Grand Prix                       | 1.2  | Rasmus Guldhammer       |
| 26. Juni      | Dänische Meisterschaft – Einzelzeitfahren | CN   | Rasmus Christian Quaade |
| 14. September | Chrono Champenois                         | 1.2  | Christian Quaade        |

## Abgänge – Zugänge
| Zugänge                 | Team 2013          | Abgänge                         | Team 2014                   |
| ----------------------- | ------------------ | ------------------------------- | --------------------------- |
| Patrick Clausen         | Team Cult Energy   | Lasse Norman Hansen             | Garmin Sharp                |
| Casper von Folsach      | Blue Water Cycling | Morten Øllegaard                | Riwal Platform Cycling Team |
| Søren Kragh Andersen    | Blue Water Cycling | Christian Jensen                | Team Jutlander Bank         |
| Rasmus Mygind           | Blue Water Cycling | Jacob Nielsen                   | Karriereende                |
| Frederik Plesner        | Blue Water Cycling | Søren Pugdahl                   | Karriereende                |
| Rasmus Christian Quaade | Blue Water Cycling | Frederik Thalund                | Karriereende                |
| Mads Rahbek             | Neoprofi           | Jacob Kjeldsen                  | Unbekannt                   |
|                         |                    | Casper von Folsach (bis 31.05.) | Unbekannt                   |

## Mannschaft
| Name                    | Geburtstag       | Nationalität |
| ----------------------- | ---------------- | ------------ |
| Søren Kragh Andersen    | 10. August 1994  | Dänemark     |
| Patrick Clausen         | 2. Juli 1990     | Dänemark     |
| Daniel Foder            | 7. April 1983    | Dänemark     |
| Rasmus Guldhammer       | 9. März 1989     | Dänemark     |
| Rasmus Mygind           | 8. Mai 1989      | Dänemark     |
| Mathias Møller Nielsen  | 19. März 1994    | Dänemark     |
| Mark Pedersen           | 6. November 1991 | Dänemark     |
| Frederik Plesner        | 3. Januar 1994   | Dänemark     |
| Rasmus Christian Quaade | 7. Januar 1990   | Dänemark     |
| Mads Rahbek             | 19. Oktober 1995 | Dänemark     |
| Thomas Riis             | 31. August 1992  | Dänemark     |
| Aske Vorre              | 24. Mai 1993     | Dänemark     |